# Verneuil-Moustiers
Verneuil-Moustiers é uma comuna francesa na região administrativa da Nova Aquitânia, no departamento de Alto Vienne. Estende-se por uma área de 19,39 km². Em 2010 a comuna tinha 128 habitantes (densidade: 6,6 hab./km²).